# سوران عمر
سوران عمر سياسي كردي عراقي ولد في 12 ديسمبر 1978 في مدينة قرداغ التابعة لمحافظة السليمانية. وهو نائب عن قائمة حزب جماعة العدل الكوردستانية ويشغل منصب رئيس لجنة حقوق الإنسان في برلمان كردستان العراق.